# Bahamas en los Juegos Paralímpicos de Nueva York y Stoke Mandeville 1984
Bahamas estuvo representada en los Juegos Paralímpicos de Nueva York y Stoke Mandeville 1984 por dos deportistas femeninas.

## Medallistas
El equipo paralímpico bahameño obtuvo las siguientes medallas:
| Nombre           | Deporte   | Evento               |
| ---------------- | --------- | -------------------- |
| Oro              |           |                      |
| —                |           |                      |
| Plata            |           |                      |
| Christine Morgan | Atletismo | Disco 6 femenino     |
| Bronce           |           |                      |
| Christine Morgan | Atletismo | Pentatlón 6 femenino |